# Victory (album de Modern Talking)
Pour les articles homonymes, voir Victory.
Albums de Modern Talking
America
(2001) Universe
(2003)
Singles
Victory est le 11e album du groupe allemand Modern Talking sorti le 18 mars 2002. L'album s'est classé n°1 en Allemagne, en Estonie et en Lituanie.

## Pistes
1. Ready for the Victory - 03:31
2. I'm Gonna Be Strong - 03:30
3. Don't Make Me Blue - 03:52
4. Juliet - 03:37
5. Higher Than Heaven - 03:33
6. You're Not Lisa - 03:05
7. When the Sky Rained Fire - 03:41
8. Summer in December - 03:36
9. 10 Seconds to Countdown - 03:20
10. Love to Love You - 03:29
11. Blue Eyes Coloured Girl - 04:13
12. We are the Children of the World - 03:16
13. Mrs. Robota - 03:27
14. If I... - 04:50
15. Who Will Love You Like I Do - 04:01